# Ralph Lundsten
Ralph Harold Lundsten, född 6 oktober 1936 i Karlsvik, Luleå stadsförsamling, död 5 juli 2023 i Boo distrikt i Nacka, Stockholms län, var en svensk kompositör och regissör.

## Biografi
Ralph Lundsten var en av Sveriges mest kända tonsättare av elektronisk och synthesizermusik. Han växte upp i byn Ersnäs i Nederluleå socken men flyttade till Boo utanför Stockholm 1958, där han byggde upp musikstudion Andromeda i sin bostad vid Kocktorpssjön, och 1970–2016 i sin villa Frankenburg i Tollare vid Skurusundets strand. Ett 20-tal grammofonskivor med hans musik har haft stor framgång inom och utom landet – inte minst de omfångsrika styckena med den gemensamma titeln Nordisk Natursymfoni (nr 1–11). 
Ett av de mest spelade verken av Ralph Lundsten är troligen Sveriges Radio Internationals signaturmelodi Ut i vida världen. Förutom musik var Lundsten även verksam som konstnär, filmskapare och författare. År 2008 tilldelade regeringen honom Illis quorum meruere labores i åttonde storleken för hans mångåriga och omfattande verksamhet som skapare av elektronmusik.
Hans barndomshem i byn Ersnäs är sedan 1998 en restaurang under namnet Ralph Lundstengården.
Privat med Diana har de dotter Linn Linnea Lundsten.

## Musikaliska verk
Ralph Lundstens musikaliska produktion uppgick i juni 2017 till 665 verk, och omfattade allt från minimalistisk elektronisk musik till naturromantiska verk, musik för meditation, balett (bland annat för koreografen Ivo Cramér), dans och så vidare.
Arrangemangen bestod ofta av såväl synthesizer och diverse ljudeffekter som akustiska instrument och i vissa fall körer.
Till hans mest kända och uppskattade verk hör en serie med titeln Nordisk Natursymfoni. Tre symfonier har i efterhand fått status av Nordisk Natursymfoni (nr 8, 9, 10), så att en komplett lista ter sig som följer:
1. Nordisk Natursymfoni nr 1 ”Strömkarlen” (opus 75, 1972)
2. Nordisk Natursymfoni nr 2 ”Johannes och huldran” (opus 99, 1975)
3. Nordisk Natursymfoni nr 3 ”En Midvintersaga” (opus 211, 1981)
4. Nordisk Natursymfoni nr 4 ”En Sommarsaga” (opus 257, 1983)
5. Nordisk Natursymfoni nr 5 ”Trolltagen” (opus 300, 1984)
6. Nordisk Natursymfoni nr 6 ”Drömmarnas Landskap” (opus 500, 1992)
7. Nordisk Natursymfoni nr 7 ”Årstiderna” (opus 538, 1996)
8. Nordisk Natursymfoni nr 8 ”På drömda stigar” (opus 613, 2004)
9. Nordisk Natursymfoni nr 9 ”I försommartid” (opus 621, 2006)
10. Nordisk Natursymfoni nr 10 ”Symphonia Linnæi” (opus 625, 2007)
11. Nordisk Natursymfoni nr 11 ”I sagans värld” (opus 650, 2009)

## Regi
- 1967 – Hjärtat brinner
- 1966 – EMS nr 1
- 1966 – Hej natur
- 1965 – Komposition i tre satser
- 1963 – Främmande planet

## Filmmusik (urval)
- 1966 – EMS nr 1
- 1967 – Hjärtat brinner
- 1970 – Beppes godnattstund
- 1970 – Love Is War
- 1970 – Som hon bäddar får han ligga
- 1971 – Exponerad
- 1972 – Mannen från andra sidan
- 1974 – Thriller – en grym film
- 1975 – Breaking Point
- 1977 – Elvis! Elvis!
- 1979 – Gå på vattnet om du kan
- 1980 – Kvindesind
- 1980 – Flygnivå 450
- 1987 – Skulden

## Album (urval)
- 1964 – Fyra kompositioner av Ralph Lundsten (EP)
- 1966 – Dokumentation 1 (Elektronmusikstudion)
- 1967 – MUMS (Musik under miljoner stjärnor)
- 1968 – Elektronisk musik (med Leo Nilson)
- 1969 – Tellus. Fågel Blå
- 1969 – Svit för elektroniskt dragspel. Energy for biological computer
- 1970 – Erik XIV och Ristningar
- 1970 – Ölskog
- 1971 – Gustav III. Nattmara
- 1972 – Fadervår
- 1973 – Strömkarlen:  Nordisk natursymfoni nr 1
- 1973 – Skräck och skratt, resor i okända världar
- 1975 – Shangri-La
- 1975 – Johannes och huldran:  Nordisk natursymfoni nr 2
- 1976 – Cosmic love
- 1977 – Ralph Lundsten’s Universe
- 1978 – Discophrenia
- 1979 – Alpha Ralpha Boulevard
- 1980 – Paradissymfonin
- 1981 – En midvintersaga:  Nordisk natursymfoni nr 3
- 1982 – The New Age
- 1983 – En sommarsaga: Nordisk natursymfoni nr 4
- 1984 – Trolltagen: Nordisk natursymfoni nr 5
- 1985 – Välkommen
- 1986 – Fantasia by Starlight – 星夜幻想 (CD/LP/kassett utgiven i Japan)
- 1986 – The Dream Master
- 1987 – Dancing in the new age
- 1990 – Johannes och huldran (Max von Sydow läser Gustav Sandgrens saga till Lundstens musik.)
- 1992 – Drömmarnas landskap: Nordisk natursymfoni nr 6
- 1993 – Nordic Light
- 1994 – The Joy of Being
- 1995 – In Time and Space
- 1996 – Inspiration (EMI Classic; innehåller Drömmarnas Landskap och Fadervår)
- 1996 – Årstiderna: Nordisk natursymfoni nr 7
- 2002 – En själens vagabond
- 2004 – På drömda stigar
- 2005 – Like the wind my longing – Classic pearls 1972–2004 by Ralph Lundsten
- 2007 – Ut i vida världen (Symphonia Linnæi, Ut i vida världen, I försommartid, Sjöjungfrurs sång, En Sommarsaga (uruppförande))
- 2007 – Lovetopia
- 2008 – The Naked Moon and The Virgin Sun (tillsammans med Neurobash)
- 2008 – Dance In The Endless Night
- 2010 – I sagans värld
- 2013 – River of Time
- 2020 – I svunnen tid

## DVD
- 2003 – Glasblåsarens barn – som musikal
- 2004 – Sex kortfilmer av Ralph Lundsten